# Patrick Marber
Patrick Marber (Londres, 19 de Setembro de 1964) foi um dramaturgo e argumentista inglês.
Estudou na Universidade de Oxford.
É autor de argumentos para cinema e séries televisivas. A sua peça Dealer's Choice, escrita em 1995, inaugurou o Royal National Theatre de Londres em Fevereiro daquele ano, e recebeu variados prémios (1995 - Writer's Guild Award). Foi representada em cidades como Berlim, Nova Iorque, Chicago, Viena e Melbourne. Closer (1997) foi nomeada para o Tony Award de 1999, galardão da Broadway.